# Jim McCann (scénariste)
Pour l’article homonyme, voir Jim McCann.
Jim McCann (né James Andrew McCann, II le 7 janvier 1974 à Nashville) est un scénariste de bande dessinée et de télévision américain.

## Biographie
Jim McCann naît le 7 juillet 1974. Il grandit à Nashville où il étudie. Il suit des cours à l'université Xavier. De 2000 à 2004 il met en scène plusieurs pièces au Nashville Theatre Company dont il est un des cofondateurs. Il en est aussi durant cette période le directeur artistique. En 2004 il entre  au service des relations publiques de Marvel Comics, il parvient à y devenir scénariste de comics. Il signe ainsi Hawkeye & Mockingbird, Widowmaker, Chaos War: Alpha Flight, Avengers:the Reunion. En 2009 il écrit le roman graphique The Return of the Dapper Men dessiné par Janet Lee et publié par Archaia Entertainment. Cette œuvre reçoit la même année un prix Eisner. En 2012, il crée avec le dessinateur Rodin Esquejo Mind The Gap publié par Image Comics.

## Œuvres publiées en français
- Zombies Christmas Carol. Un chant de Noël zombie, avec David Baldeon et Jeremy Treece, Panini Comics, coll. « Max », 2012.
- Temps morts, avec Rodin Esquejo, Delcourt, coll. « Contrebande », 2 vol., 2013-2014.

## Prix et récompenses
- 2011 : Prix Eisner du meilleur album pour Return of the Dapper Men (avec Janet Lee)